# Phalacrocera
Phalacrocera is een geslacht uit de familie van de buismuggen (Cylindrotomidae).

## Soorten
- P. angustaxillaris Alexander, 1972
- P. formosae Alexander, 1923
- P. manipurensis Alexander, 1964
- P. messura Alexander, 1972
- P. nigrolutea Alexander, 1972
- P. occidentalis Alexander, 1928
- P. replicata (Linnaeus, 1758)
- P. sikkimensis Alexander, 1972
- P. tarsalba Alexander, 1936
- P. tipulina Osten Sacken, 1865
- P. vancouverensis Alexander, 1927